# Factro
factro ist eine cloud-basierte Projektmanagement-Software (SaaS) für das Aufgabenmanagement bzw. das Projektmanagement. Nutzer können online Projekte erstellen, Aufgaben planen, terminieren, priorisieren, zurückmelden und über alle Änderungen informiert werden.
2007 wurde factro von der Schuchert Managementberatung GmbH & Co. KG veröffentlicht. Die Nutzung von factro kann in deutscher oder englischer Sprache erfolgen.

## Geschichte und Entwicklung
1994 wurde die Schuchert Managementberatung durch Udo Schuchert gegründet. 1997 begann die Entwicklung der Vorversion von factro, als eine On-Premise Softwarelösung für Online-Projektmanagement, die vorerst nur bei Beratungskunden genutzt wurde. Im Jahr 2005 wurde die Software factro in den Markt eingeführt, die seit 2008 in jedem Kundenprojekt zur Unterstützung der strategischen Entwicklung und Projektarbeit eingesetzt wird. 2015 wird factro zum Kerngeschäft und startet als Branchen-übergreifende Cloud-Lösung.

## Schlüsselfunktionen
Stand Dezember 2021 enthält factro u. a. folgende Funktionen:
1. Projektstrukturbaum[7][8]
2. Gantt Chart[9]
3. Benutzerdefinierte Felder[10]

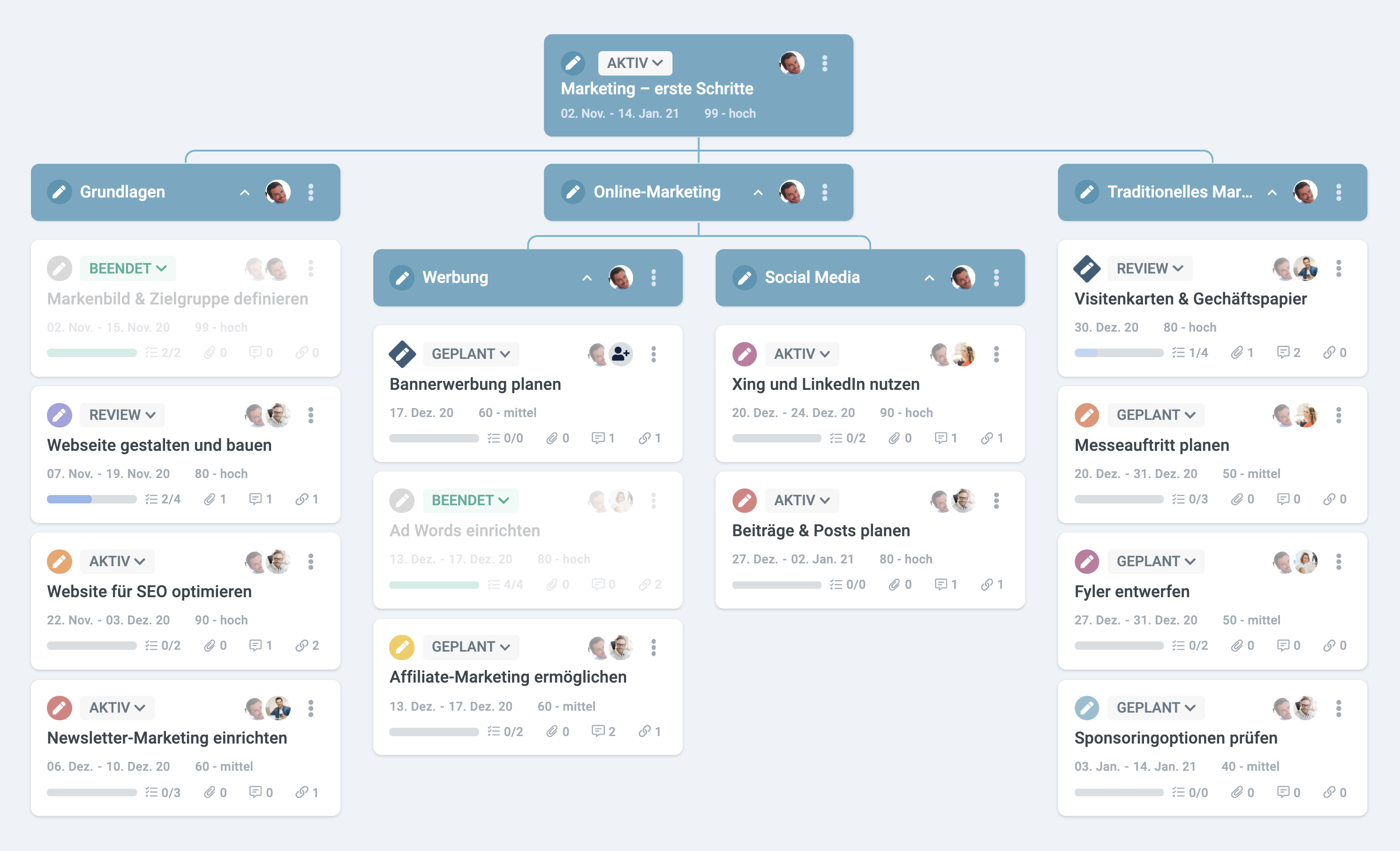
Schema eines Projektes / Projektstrukturplan

4. Individuelles Einfärben von Projekten und Aufgaben
5. Echtzeit Benachrichtigungssystem[11]
6. Leistungserfassung & Controlling
7. Vorlagen für Projekte[12]
8. Mobile App für iOS und Android[13]
9. Dashboard[14]
10. REST-API (offene Programmierschnittstelle)[15]
11. Übersicht der Personalauslastung
12. Dynamische Newsfeeds[16]

## Datenschutz und Technik
factro wurde unter den Aspekten der DSGVO und des deutschen Datenschutzes entwickelt, so dass beispielsweise die Datenhaltung ausschließlich auf Servern innerhalb der Bundesrepublik Deutschland erfolgt.
factro kann mit allen gängigen und aktuellen Webbrowsern über Microsoft Windows/macOS sowie mittels App für iOS und Android betrieben werden. Es wurde ein georedundantes Back-up-System und eine verschlüsselte TLS/SSL-Übertragung realisiert, die Daten vor unbefugten Zugriffen und Datenverlust schützt.

## Rezeption
factro wurde vom Stern zu den besten Projektmanagement-Softwares im Jahr 2019 gezählt. Das Magazin hob hervor, dass „factro ausschließlich mit zertifizierten Rechenzentren in Deutschland zusammenarbeitet“ und damit „die Datenverarbeitung und -sicherung der deutschen und der europäischen Gesetzgebung“ entsprach. Das Programm überzeugte „mit einer aufgeräumten Benutzeroberfläche“ und die Bedienung sei „intuitiv und schnell erlernbar“.
Focus Online berichtete am 21. März 2019 über factro, dessen Vorteile lägen im Vergleich zum Produkt des Konkurrenten Asana vor allem in der Aufgabenverwaltung und Zeiterfassung. Mit dem Projektstrukturbaum stehe außerdem eine grafische, strukturierte Darstellung des gesamten Projekts zur Verfügung. Auch sei das Gantt-Chart im Vergleich „ausgereifter“. Kritisiert wurde demgegenüber das Fehlen von Schnittstellen zu Tools von Drittanbietern. Die Migration von Daten beim Wechsel zu factro könne sich daher umständlich gestalten. Ferner könne das Tool nicht in Anwendungen aus anderen Bereichen integriert werden.